# Чекмарёвы
Чекмарёвы — древний русский дворянский род.
Евдоким Чекмарёв и его род в 1622 году был записан в потомственное дворянство.

## Описание герба
В щите, разделённым перпендикулярно на двое, в правом голубом поле над серебряною луною, рогами обращёнными вниз, изображён длинный патриарший шестиконечный золотой крест с двумя перекладинами, из которых верхняя малая, а нижняя большая. Над крестом расположены две серебряные шестиконечные звезды. В левом верхнем красном поле видна из облаков выходящая в латах согнутая рука со шпагою, а внизу в золотом поле находится дерево дуб.
Щит увенчан рыцарским шлемом и короною со страусовыми перьями. Намёт на щите красный и голубой, подложенный золотом. Щит держат лев и белый конь, с обращёнными в сторону головами. Герб Чекмарёвых внесён в Часть IX Общего гербовника дворянских родов Всероссийской империи, страница 45.